# C15H12N2O4
化学式C15H12N2O4（摩尔质量：284.27 g/mol）可以指：
- 1-氨基-8-甲氨基-4,5-二羟基蒽醌，CAS号：56524-77-7
- 1-氨基-5-甲氨基-4,8-二羟基蒽醌，CAS号：13643-37-3
- 2-苯甲酰基-3'-硝基乙酰苯胺，CAS号：1734-36-7
- 脱叶唑酮，CAS号：132627-73-7

|  | 这个同类索引页列出了具有相同分子式的化学物（即同分異構體）条目。 除非您是有意链接至本页，否则应将相应条目的内部链接指向正确的条目。 |